# Тыдэотта (приток Харампура)
Тыдэотта (устар. Тыдыотта) — река в России, протекает по Ямало-Ненецкому АО. Устье реки находится в 138 км по левому берегу реки Харампур. Длина реки составляет 64 км.

## Притоки
- 3 км: Апэйяха (пр)
- 47 км: река без названия (лв)

## Данные водного реестра
По данным государственного водного реестра России относится к Нижнеобскому бассейновому округу, водохозяйственный участок реки — Пур. Речной бассейн реки — Пур.
Код объекта в государственном водном реестре — 15040000112115300058463.